# Miguel Vargas
Miguel Octavio Vargas Maldonado (Ciudad Trujillo, 26 de septiembre de 1950) es un ingeniero civil, empresario y político dominicano. Fue secretario de Obras Públicas de la República Dominicana en el periodo 2000-2004 , también fue el canciller de la República Dominicana de 2016-2020. En la actualidad, Vargas es también presidente del Partido Revolucionario Dominicano.

## Biografía
Miguel Octavio Vargas Maldonado es hijo extramatrimonial de Altagracia Maldonado y del empresario y senador Pedro A. Rivera, sin embargo, este lleva el apellido de quien fuera esposo de su madre, Octavio Vargas. Estudió en el Colegio San Juan Bosco, donde se graduó de bachiller en ciencias físicas y matemáticas. Posteriormente, obtuvo el título de ingeniero civil en el Recinto Universitario de Mayagüez de la Universidad de Puerto Rico. Tras su graduación inició su vida profesional como ingeniero supervisor en el departamento de ingeniería y edificaciones de la Compañía Dominicana de Teléfonos (CODETEL), hacia el año 1974. Años más tarde, formó Planinco, su primera compañía.

## Carrera

### Político
Vargas inició su carrera política a mediados de los años 1970, en el Partido Revolucionario Dominicano (PRD), donde ha militado por casi cuarenta años. En la dirección del partido ha ocupado las funciones de Vicepresidente, miembro del Presídium,  miembro del Comité Ejecutivo Nacional (CEN) y de la Comisión Política, así como Secretario Nacional de Finanzas. 
Entre 1982 y 1984, en el gobierno de Salvador Jorge Blanco (PRD 1982-1986), fue director general de la "Corporación de Acueductos y Alcantarillados de Santo Domingo CAASD". En el gobierno de Hipólito Mejía (2000-2004), fue "Secretario de Estado de Obras Públicas y Comunicaciones".

#### Candidato presidencial (2007)
El 28 de enero de 2007, Vargas Maldonado venció a su contrincante Milagros Ortiz Bosch, con cerca del 80% de los votos, convirtiéndose así en el candidato oficial del PRD a la Presidencia de la República para las elecciones del 16 de mayo de 2008.

##### Propuestas
Vargas Maldonado afirmó que, de resultar electo presidente en el año 2008, reduciría los impuestos con el propósito de dinamizar la economía. Otorgaría un 50% de los cargos de la administración pública a las mujeres, e incrementaría el gasto en la inversión social. Su campaña electoral se fundamentó en sus propuestas para lidiar con problemas agraviantes del pueblo dominicano como el desempleo, la delincuencia, la falta de viviendas y las altas tasas impositivas, así como la crítica a la gestión gubernamental del presidente Leonel Fernández Reyna (2004-2008).

##### Resultados
En las elecciones del 16 de mayo de 2008, la votación por el PRD con Vargas como candidato subió del 33% obtenido año 2004 al 41% en 2008. No obstante, resultó vencedor el candidato por el PLD y aspirante a la reelección, Dr. Leonel Fernández,  con más del 53% de los votos.

#### Presidente PRD
El domingo 7 de junio de 2009 Miguel Vargas Maldonado fue elegido por la Comisión Política del PRD como presidente del partido. La elección fue decidida con 244 votos a favor. La membresía de ese organismo perredeísta en ese momento era de 312 personas.
El 6 de marzo de 2011 fue celebrada una convención donde Vargas Maldonado compitió, contra el expresidente de la República Dominicana Hipólito Mejía, por la candidatura oficial a la presidencia del país. En una disputa cerrada, Mejía ganó la convención con un 53.30% en contra de un 46.70%. El precandidato perdedor, Vargas Maldonado, alegó que unas actas a su favor no fueron contabilizadas, y que miembros de otros partidos contrarios, como el PLD y PRSC, pudieron votar en esta convención al no haber sido excluidos del listado de votantes.[cita requerida]
En su declaración jurada de bienes de 2011 para aspirar a la candidatura presidencial por el PRD declaró un patrimonio de más de 100 millones de pesos. En enero de 2014 fue objeto de una controversia cuando se descubrió que recibió un préstamo del estatal Banco de Reservas el 13 de diciembre de 2011 por 15 millones de dólares estadounidenses, un monto muy superior al patrimonio que Vargas indicó poseer a principios de dicho año, a pesar de que las garantías ofertadas fueron rechazadas previamente por la Gerencia de Valuaciones del Banco. Miembros de su partido insinuaron que el préstamo, que fue aprobado en once días, estaría relacionado con la negativa de Vargas Maldonado para participar a favor del candidato presidencial del partido Hipólito Mejía en la campaña electoral de 2012.
Actualmente es presidente del PRD. Es también presidente de la "Internacional Socialista para América Latina y Caribe" y, desde 2013, vicepresidente de la Internacional Socialista a nivel mundial.

#### Resultados de las elecciones de 2010
Bajo la presidencia de Miguel Vargas, el PRD asistió a las elecciones Congresuales y Municipales del 16 de mayo de 2010. Aunque el resultado en término de votos absolutos mejoró con respecto a la última elección, no se logró ningún escaño en el Senado de la República. Sin embargo, la matrícula de los diputados y alcaldes aumentó, lo que fue considerado un avance por el PRD.

#### Ministro de Relaciones Exteriores
Fue designado como Canciller de la República Dominicana, por el presidente Danilo Medina, el 16 de agosto de 2016.